# Якоб III фон Мирлаер
Якоб III фон Мирлаер (на немски: Jakob III von Mirlaer, Erbdrost von Geldern; † сл. 1342) е господар на Милендонк при Нойс на река Рейн срещу Дюселдорф и „наследствен дрост“ (управител) на Гелдерн. Фамилията Мирлаер е собственик на замък Меерло в Лимбург в Нидерландия.
Той е син на Якоб II ван Мирлаер († 10 октомври 1268 в билтката при Кьолн), господар на Милендонк и съпругата му Алверадис ван Куик († 1272), дъщеря на Хайнрих III фон Куик, господар на Граве и Куик († сл. 1254) и фон Путен.
„Господството Милендонк“ отива 1291 г. на фамилията на Рудолф фон Райфершайд († 1329) .

## Фамилия
Якоб III фон Мирлаер се жени за Беатрикс фон Райфершайд, дъщеря на Рудолф фон Райфершайд († 1329) и Гудерадис фон дер Щесен († ок. 1302), дъщеря на Хилдегер Руфус 'Стари' фон дер Щесен и Алайдис. Те имат един син:
- Якоб IV ван Мирлаер, господар на Милендонк, женен на 18 май 1365 г. за Гуда фон Свалмен

Якоб III фон Мирлаер има и дъщеря:
- Алверада ван Мирлаер (* ок. 1300; † 1332), омъжена ок. 1325 г. за Йохан де Кок ван Веерденбург (* ок. 1300; † 1329)